# Bernd Dittert
Bernd Dittert (6. února 1961 Genthin, NDR) je bývalý německý cyklista a olympionik.
Na Letních olympijských hrách v korejském Soulu v roce 1988 získal pro NDR bronzovou medaili ve stíhacím závodě jednotlivců na 4000 metrů. O čtyři roky později reprezentoval sjednocené Německo na Letních olympijských hrách v Barceloně, kde společně s Michaelem Richem, Christianem Meyerem a Uwe Peschelem vybojoval zlato v časovce družstev.